# Kerkgenootschap van Seraphim

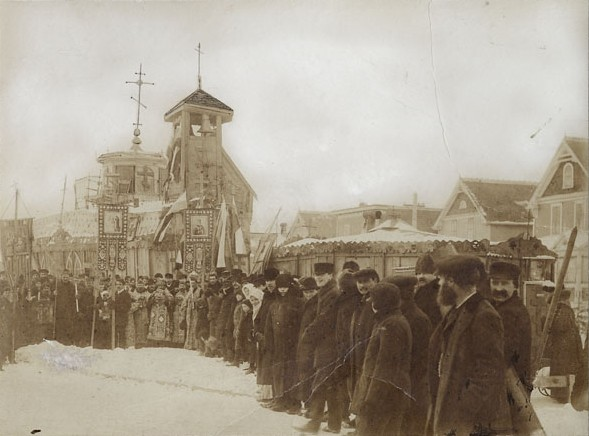
Bischop Stefan Ustvolsky met gelovigen van het Serafijnse Kerkgenootschap in Winnipeg voor het gebouw van de "Tin Can Cathedral"

Het Kerkgenootschap van Seraphim was het eerste Oekraïense onafhankelijke kerkgenootschap in Noord-Amerika. Gesticht in Winnipeg had het geen band met enig ander kerkgenootschap in Europa. Oekraïense migranten die in 1891 in Canada aankwamen, waren hoofdzakelijk afkomstig uit Oostenrijks-Hongaarse provincies, de streek van Boekovina en Galicië. De migranten van Boekovina waren Oosters-Orthodox, de migranten van Galicië waren Oosters-Katholiek. In beide gevallen waren ze vertrouwd met de Byzantijnse liturgie. Rond 1903 was de populatie van de Oekraïense migranten in West-Canada belangrijk genoeg geworden om de aandacht te trekken van religieuze leiders, politici en leerkrachten.

## Leiders

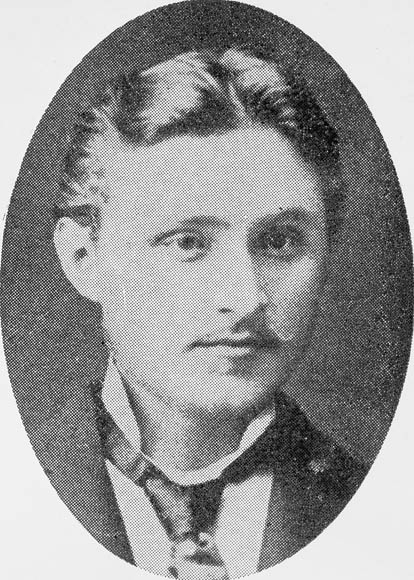
Cyril Genik (1857-1925)

Cyril Genik (1857-1925) was de hoofdfiguur van de Oekraïense gemeenschap in Winnipeg. Hij was afkomstig van Galicië, had het Oekraïens Academisch Gymnasium in Lviv bezocht en korte tijd rechten gestudeerd aan de Universiteit van Chernivtsi. Genik was bevriend met Ivan Franko, de Oekraïense auteur van Лис Микита (De vos Mykyta) die genomineerd was voor de Nobelprijs voor de Literatuur. Franko's pittige satire met betrekking tot de geestelijken in die tijd en zijn socialistische instelling werden hoogstwaarschijnlijk gedeeld door Genik, die getuige was bij Franko's huwelijk. Het gewone volk bevrijden van de geestelijken was, samen met het hervormen van het eigendomsrecht, een manier om de landbouwers te bevrijden van het juk van de landeigenaren, die de controle hadden over het land met steun van de kerk. Bij zijn aankomst in Canada werd Genik de eerste Oekraïner werkzaam voor de Canadese regering. Hij werkte als immigratieambtenaar die nieuwe kolonisten naar hun woning begeleidde. Geniks neef Ivan Bodrug (1874-1952) en diens vriend Ivan Negrich (1875-1946) waren ook afkomstig van het dorpje Bereziv (Kolomya) en opgeleid als onderwijzers in Galicië. Deze drie mannen vormden de kern van de intellectuelen van de Oekraïense gemeenschap en werden als het Bereziv-triumviraat (Березівська Трійця) bekend. Genik, de oudste onder hen, was de enige die reeds gehuwd was. Zijn echtgenote, Pauline (geb. Tsurkowsky), was de dochter van een priester, een ontwikkelde vrouw; ze hadden drie zonen en drie dochters.
De andere spilfiguur was bisschop Seraphim (geboren Stefan Oestvolski). Hij werd uiteindelijk uit de kerk gezet door de Heilige Synode van de Russisch-orthodoxe Kerk in St.-Petersburg. Om persoonlijke redenen reisde hij naar Athos, waar hij tot bisschop werd gewijd door de Heilige Anphim, die beweerde bisschop te zijn. (volgens het verhaal dat hij meebracht naar de Nieuwe Wereld). Nadat hij tot bisschop was gewijd, reisde Seraphim naar Noord-Amerika en verbleef kort bij de Oekraïense priesters in Philadelphia. Toen hij in Winnipeg aankwam, voelde hij geen enkele loyaliteit ten opzichte van de Russisch-orthodoxe Kerk of iemand anders. De Oekraïners op de prairies aanvaardden hem als een reizende heilige man, een traditie die stamt uit het allereerste begin van het christendom.
Een andere persoon die deelnam aan de gebeurtenissen die leidden tot de oprichting van de 'Tin Can Cathedral' was Seraphims assistent Makarii Marchenko. Marchenko fungeerde als diaken of cantor en hielp Seraphim bij de kerkdiensten, die hij goed kende. Hij kwam met Seraphim uit de Verenigde Staten. Aartsbisschop Langevin, die gevestigd was in Saint Boniface (Winnipeg), stond aan het hoofd van het rooms-katholieke bisdom in West-Canada en in direct contact met de Paus Pius X in Rome. Hij geloofde dat zijn priesters meer dan voldeden aan de behoeften van de Oekraïense bevolking. Andere betrokkenen waren William Patrick, hoofd van het Manitoba College, een Presbyteriaanse school in Winnipeg, de Liberale Partij van Manitoba en de Russisch-orthodoxe missionarissen met bisschop Tichon als het hoofd van de Russisch-orthodoxe missie in Noord-Amerika.

## Gebeurtenissen
Een lid van de wetgevende macht van Manitoba, Joseph Bernier, diende in 1902 een wetsontwerp in om de eigendommen van de Griekse Roetheense kerk (Oekraïners waren ook wel bekend als Roethenen) in samenspraak met Rome onder controle van de Kerk van Rome te brengen. Aartsbisschop Langevin verklaarde: 'de Roethenen dienen te bewijzen katholiek te zijn door eigendommen over te dragen aan de kerk, en niet zoals protestanten ... aan een individu of een commissie van leken, onafhankelijk van de priester of bisschop.' De omvang van de Oekraïense bevolking op de prairies trok ook de belangstelling van de Russisch-orthodoxe missionarissen. Op dat moment gaf de Russisch-orthodoxe Kerk 100.000 dollar per jaar uit aan zendingswerk in Noord-Amerika. De Presbyteriaanse Kerk had echter ook belangstelling en nodigde jonge mannen van de Oekraïense gemeenschap uit op Manitoba College (nu de Universiteit van Winnipeg), waar speciale klassen werden opgericht voor jonge Oekraïners die leraar wilden worden (en later dominee van de Onafhankelijke Griekse Kerk). Dr. King, de directeur van het College, ondervroeg de kandidaten Bodrug en Negrich in vloeiend Duits. Genik vertaalde hun schooldocumenten vanuit het Pools in het Engels. Zij werden de eerste Oekraïense studenten van een universiteit in Noord-Amerika - Manitoba College maakte op dat moment deel uit van de Universiteit van Manitoba.

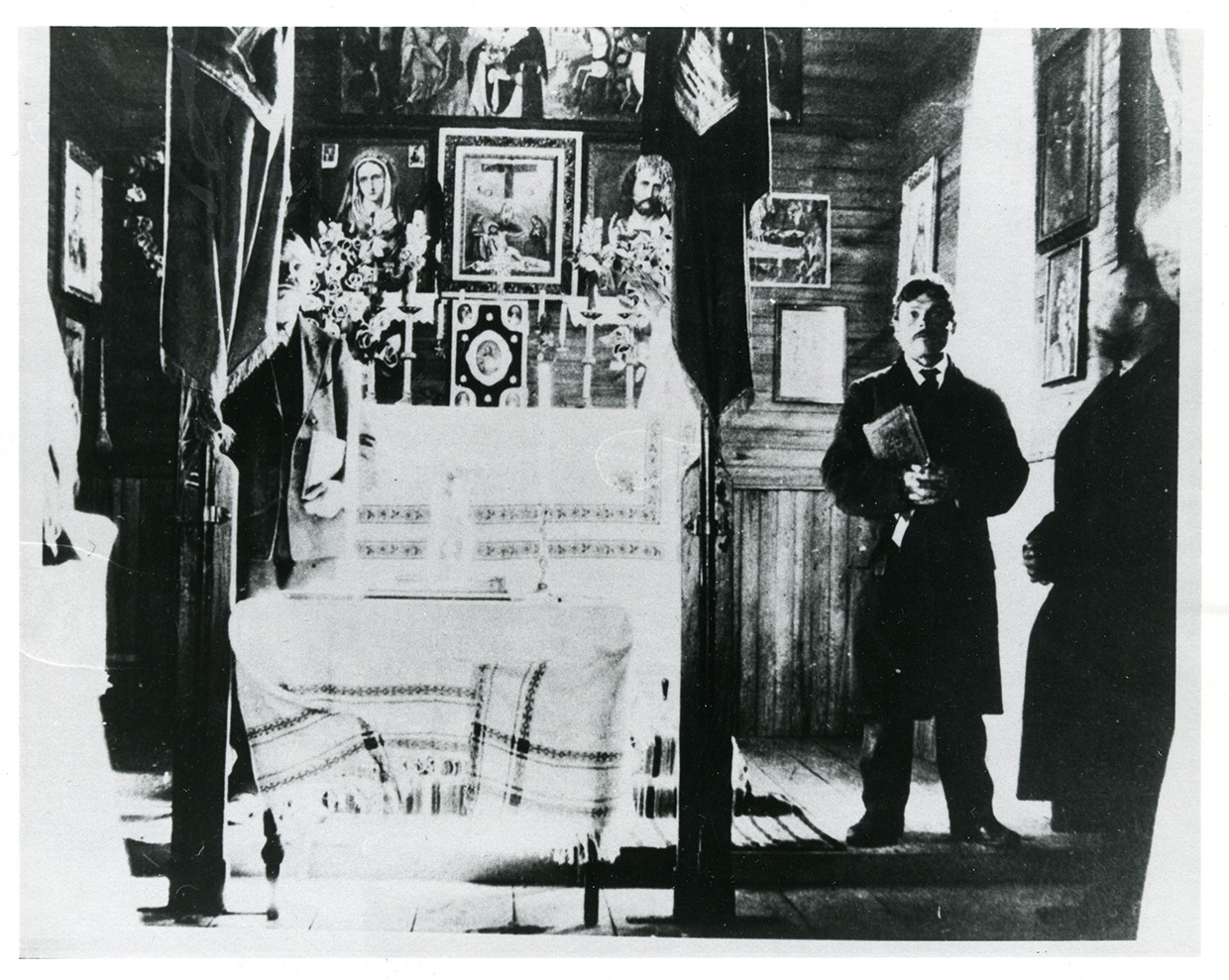
Cyril Genik aan het altaar van de "Tin Can Cathedral" (1905)

Genik, Bodrug en Negrich verhuisden al snel om te proberen hun gemeenschap veilig te stellen. Zij introduceerden Seraphim. Hij kwam in april 1903 in Winnipeg aan voor het opzetten van een kerk die onafhankelijk was van alle kerken in Europa, en hij zou geen enkele loyaliteit voelen ten opzichte van welke religieuze belangengroep dan ook die zieltjes probeerde te winnen onder de nieuwe Oekraïense immigranten op de prairies. Tot hun tevredenheid richtte Seraphim een Orthodox-Russische Kerk (niet: Russisch-orthodoxe) op, waarvan hij zichzelf aan het hoofd plaatste en daarom ook wel de Seraphimkerk werd genoemd. Hij zorgde voor een Oosterse rite voor de parochianen waarmee de immigranten vertrouwd waren, en begon met het aanstellen van cantors en diakens. Op 13 december 1903 werd een klein gebouw aan de oostkant van McGregor Street, tussen Manitoba en Pritchard Avenue (vroeger waarschijnlijk de Heilige Geest kerk genoemd), officieel door Seraphim ingezegend en geopend voor kerkdiensten. In november 1904 begon hij met de bouw van zijn beruchte "blikken kathedraal" op de hoek van King Street en Stella Avenue, gemaakt van metaalschroot en hout. De charismatische Seraphim wijdde ongeveer 50 mannen tot priester en stelde talrijke diakens aan, van wie velen half analfabeet waren. Zij voerden de priesterlijke taken uit en predikten voor een onafhankelijke orthodoxie en gevolmachtigd eigendom van de kerkelijke bezittingen. In twee jaar tijd kon de kerk bogen op bijna 60.000 aanhangers.
Door diverse misstappen en alcoholverslaving verloor hij het vertrouwen van de intelligentsia die hem in Winnipeg hadden uitgenodigd. Er vond een coup plaats, waarna zij verhuisden om van hem af te zijn. zijn congregatie verloor hij echter niet. Seraphim reisde naar St.-Petersburg om daar erkenning te krijgen en verdere financiering van de Russische Heilige Synode voor de bloeiende Seraphimkerk. Gedurende zijn afwezigheid waren Ivan Bodrug en Ivan Negrich, inmiddels studenten theologie aan het Manitoba College, evenals priesters in de Seraphimkerk in staat om garanties voor een Presbyteriaanse financiering te verkrijgen, op voorwaarde dat de kerk na verloop van tijd zou worden aangepast aan het Presbyteriaanse model. Aan het eind van de herfst van 1904 keerde Seraphim terug uit Rusland, zonder daar ondersteuning verkregen te hebben. Bij zijn terugkeer ontdekte hij het verraad, en excommuniceerde alle priesters die daarbij betrokken waren. Hij publiceerde foto's van hen in de plaatselijke kranten met hun namen afgedrukt op hun borst, alsof ze criminelen waren. Zijn wraak was echter van korte duur toen hij te horen kreeg dat hij met al zijn priesters op zijn beurt door de Russische Heilige Synode werd geëxcommuniceerd. Hierop vertrok hij in 1908 voorgoed.

## Nasleep
In de nasleep van deze sociale en spirituele prairiebrand ontstond een Oekraïens-Canadese gemeenschap. Ivan Bodrug, een van de muiters in de Seraphimkerk, werd het hoofd van de nieuwe Onafhankelijke Kerk. Hij was een charismatisch priester met een specifieke persoonlijke stijl die een evangelisch christendom onder Presbyteriaanse invloed predikte. Hij leefde tot in de jaren 50. De kerkgebouwen waren gevestigd op de hoek van Pritchard Avenue en McGregor Street. Het eerste werd gesloopt, maar het gebouw dat Seraphim als zijn eerste kerk gebruikte, opgericht met Presbyteriaanse financiering, staat vandaag de dag nog steeds tegenover de Labour Temple in Winnipeg's North End.
Aartsbisschop Langevin verhoogde zijn inspanningen om de Oekraïense gemeenschap in de rooms-katholieke plooi te krijgen. Hij richtte de Basiliaanse Kerk van St.-Nicolaas op en zorgde hier voor Belgische priesters, Vader Achilles Delaere en anderen, gekleed volgens de Griekse traditie, die de liturgie in het Kerkslavisch vierden en de preken in het Pools hielden. Deze kerk stond aan de overkant van de onafhankelijke Oekraïense katholieke kathedraal van St.-Vladimir en Olga in McGregor Street in Winnipeg's North End. Dit zorgde voor meer mogelijkheden voor Oekraïens-Canadese kinderen om de Oekraïense taal te leren spreken.
De Liberale Partij, die er zich van bewust was dat de Oekraïners niet meer waren verenigd met aartsbisschop Langevin en de rooms-katholieken, die waren afgestemd op de Conservatieve Partij, trad naar voren en financierde de allereerste Oekraïense krant in Canada, Kanadiskyi Farmer (De Canadese boer), waarvan de eerste redacteur niemand minder was dan Ivan Negrich.
Seraphim vertrok in 1908, maar er staan verslagen in de Ukrainskyi Holos (de Oekraïense krant die nog steeds in Winnipeg wordt gepubliceerd), waarin staat dat hij nog in 1913 bijbels aan werknemers langs de spoorlijn in Brits-Columbia verkocht. In andere versies van de geschiedenis keerde hij terug naar Rusland.
Cyril Genik verhuisde met zijn oudste dochter en een van zijn zonen naar North Dakota in de Verenigde Staten, keerde op een gegeven moment terug en overleed in 1925.
Makarii Marchenko riep zichzelf, toen Seraphim vertrok, niet alleen uit tot de nieuwe bisschop van de Seraphimkerk, maar ook tot aartspatriarch, aartspaus, aartshetman en aartsprins. Om geen risico te nemen en het vermoeden van vriendjespolitiek uit te sluiten, excommuniceerde hij voor de goede orde de paus en de Russische Heilige Synode. Er zijn verslagen van hem waarin hij het platteland afreist en de Oekraïners bedient, die het tot de jaren 30 zonder hun Oosterse rite hadden moeten stellen.